# 에포님

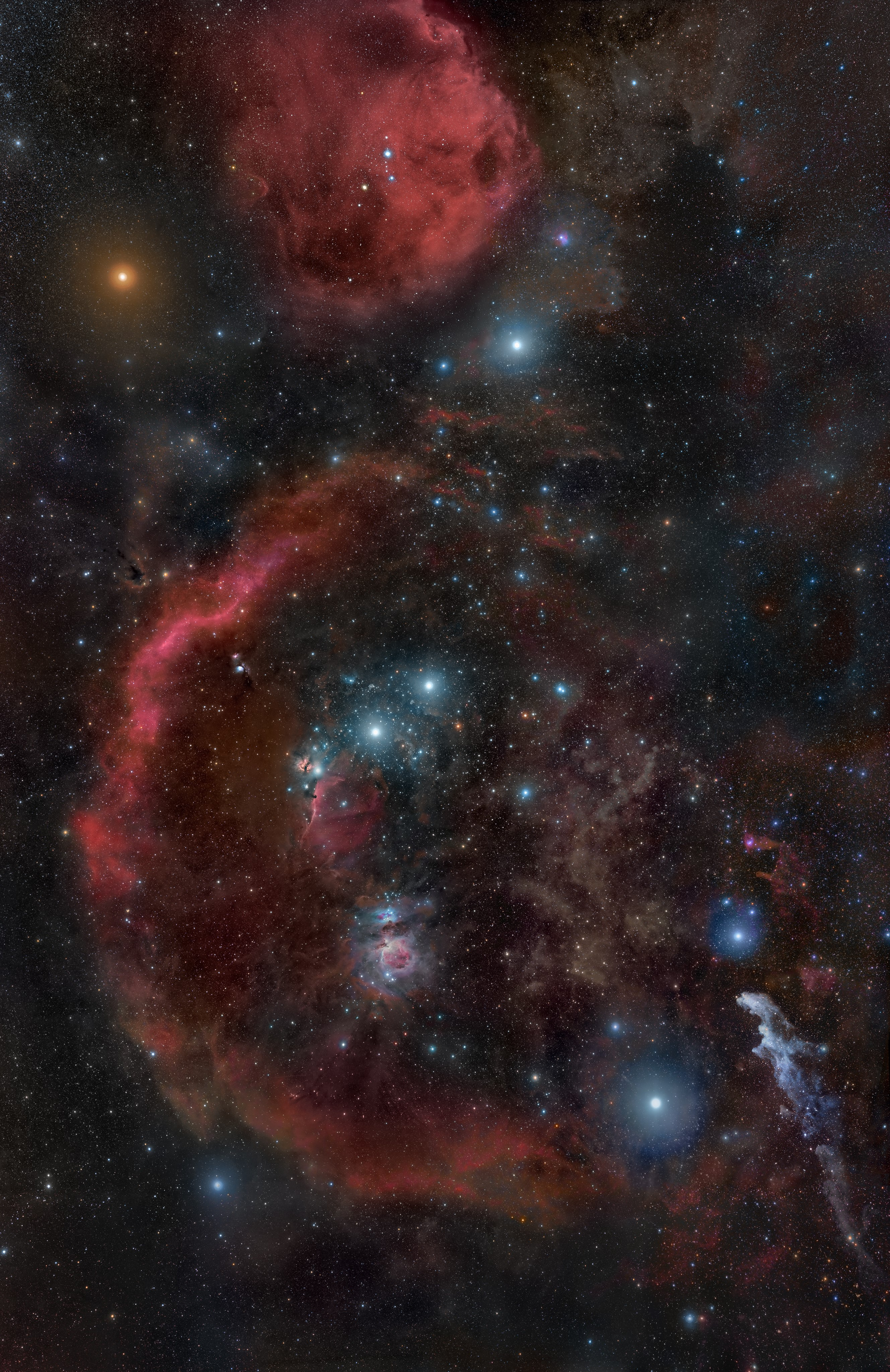
신화 속 그리스 영웅 오리온은 이곳에 표시된 오리온자리의 에포님이며, 결과적으로 오리온 (우주선)의 간접적인 에포님이다.

에포님(eponym)은 어떤 사람이나 사물의 이름이 유래하거나 이름을 따서 명명된 명사이다. 에포님에서 파생된 형용사로는 eponymous와 eponymic이 있다.
에포님은 일반적으로 시간, 장소, 혁신, 생물학적 명명법, 천문학적 개체, 예술 및 미디어 작품, 부족 이름 등에 사용된다. 에포님에는 다양한 철자 규칙이 적용된다.

## 용례
에포님이라는 용어는 이름이 붙여진 사람, 장소 또는 사물 간의 명시적인 관계를 기반으로 여러 관련 방식으로 기능한다. 에포님은 어떤 사람이나 사물의 이름이 유래하거나 이름을 따서 명명된 사람, 장소 또는 사물을 의미한다. 이러한 것들은 동명 관계를 공유한다. 이런 식으로, 잉글랜드의 엘리자베스 1세는 엘리자베스 시대의 에포님이지만, 엘리자베스 시대 역시 잉글랜드의 엘리자베스 1세의 에포님으로 불릴 수 있다. 에포님은 사물이나 장소의 이름을 따서 지어질 수 있는데, 예를 들어 다우닝가 10번지는 거리 주소를 따서 명명된 건물이다. 형용사 및 동사도 에포님일 수 있다.
에포님에서 파생된 형용사로는 eponymous와 eponymic이 있다. 헨리 포드가 "포드 모터 컴퍼니의 이름이 된 설립자"라고 불릴 때, 그의 성 "포드"와 자동차 회사의 이름은 동명 관계를 갖는다. "에포님"이라는 단어는 또한 가상의 작품의 제목 등장인물(예: 록키 영화 시리즈의 록키 발보아)과 창작자의 이름을 따서 명명된 셀프 타이틀 작품(예: 밴드 도어스의 앨범 더 도어스)을 지칭할 수 있다.
월트 디즈니는 그의 이름을 따서 월트 디즈니 컴퍼니를 설립했으며, 그의 이름은 월트 디즈니 월드 리조트와 같은 테마파크에도 유사하게 사용되었다. 의학 용어의 에포님은 종종 의학 에포님이라고 불리지만, 그 사용은 바람직하지 않다.

## 역사
통치자나 다른 영향력 있는 인물의 이름을 따서 한 시대의 이름을 짓는 경우가 많다.
- 에포님 현상이 기록된 최초의 사례 중 하나는 기원전 2천년기에 아시리아인이 매년 고위 관리(림무)의 이름을 따서 명명했던 것이다.
- 고대 그리스에서 에포니모스 아르콘은 고전 아테나이의 최고 행정관이었다. 에포니모스 아르콘은 1년 임기를 지냈으며, 그 해는 해당 아르콘의 이름을 따서 명명되었다(예: 기원전 594년은 솔론의 이름을 따서 명명되었다). 이후 역사가들은 페리클레스 시대의 가장 영향력 있는 정치인 페리클레스의 이름을 따서 기원전 5세기 아테나이를 페리클레스 시대로 지칭함으로써 또 다른 에포님 사례를 제공했다.
- 프톨레마이오스 이집트에서는 알렉산드로스와 프톨레마이오스 숭배의 수석 사제가 그 해의 이름을 따서 명명된 에포님 사제였다.
- 히브리어 성경은 각 민족의 기원을 그들의 이름을 가진 개인들을 통해 설명한다. 야곱은 "이스라엘"(창 35:9)로 이름이 바뀌고 그의 아들들(또는 손자들)은 이스라엘의 12지파의 이름을 명명한다. 반면 에돔인(창 25:30), 모압인과 암몬인(창 19:30-38), 가나안인(창 9:20-27) 및 다른 부족(카인(창 4:1-16에 카인의 삶이 상세히 기술되어 있음)의 이름을 딴 겐족)은 그들의 이름을 가진 다른 원시 조상의 이름을 따서 명명되었다고 한다. 대부분의 경우, 조상의 경험과 행동은 그들의 이름을 따르는 사람들의 특징을 나타내기 위함이다.
- 고대 로마에서 한 해를 나타내는 두 가지 공식적인 방법 중 하나는 그 해에 복무한 두 명의 연례 집정관을 인용하는 것이었다. 예를 들어, 우리가 기원전 59년으로 알고 있는 해는 "마르쿠스 칼푸르니우스 비불루스와 율리우스 카이사르의 집정관직"으로 묘사되었을 것이다 (비록 그 특정 해는 카이사르의 상대방의 중요성 부족으로 인해 농담으로 "율리우스와 카이사르의 집정관직"으로 알려져 있었지만). 제국 시대에는 집정관이 두 달마다 바뀌기도 했지만, 그 해에 이름을 빌려준 것은 그 해 초의 두 집정관뿐이었다.
- 에포님 그 자체인 기독교 시대 동안 많은 왕실은 왕력에 따른 에포님식 날짜 체계를 사용했다. 그러나 로마 가톨릭 교회는 결국 그리스도의 탄생에 기반한 서력 기원 날짜 체계를 일반 대중과 왕실 모두에게 사용했다. 왕력 기준은 영국 일부 지역과 일부 영연방 국가에서 출판된 법규 및 법률 보고서에 여전히 사용된다 (잉글랜드는 1963년에 이 관행을 포기했다).
- 정부 행정부도 케네디의 카멜롯과 닉슨 시대와 같이 에포님적으로 불릴 수 있다.
- 영국 군주들은 영어권 전역에서 시대, 패션 등의 에포님이 되었다. 엘리자베스 시대, 영국 조지 왕조, 빅토리아 시대, 에드워드 시대가 그 예이다.

### 경향
- 정치적 경향이나 운동은 종종 정부 지도자의 이름을 따서 명명된다. 잭슨 민주주의, 스탈린주의, 마오쩌둥 사상, 오바마케어, 대처주의가 그 예이다.

## 다른 예시
- 지적 재산권법에서 에포님은 환유의 한 형태인 상표의 보통명칭화 또는 브랜드 이름을 지칭할 수 있는데, 예를 들어 미국의 아스피린[8], 헤로인[9] 등이 있다.
- 지리 분야에서는 장소와 마을도 중요한 인물과의 관계를 통해 에포님 이름을 받을 수 있다. 예를 들어 펠로폰네소스는 그리스 영웅 펠롭스의 이름을 따서 명명되었다고 한다. 역사적으로, 새로운 마을은 종종 설립자, 발견자 또는 저명한 인물의 이름을 따서 명명되거나(오래된 공동체는 이름이 변경되기도 했다). 예를 들어, 탐험가 조지 밴쿠버의 이름을 딴 밴쿠버와 원래 이스비스터 정착지라고 불렸지만 1866년 빅토리아 (영국) 여왕의 남편이자 배우자의 이름을 따서 개명된 프린스앨버트가 있다.
- 과학 기술 분야:
  - 발견과 혁신은 종종 발견자의 이름이나 그 발전에 영향력 있는 인물의 이름을 따서 명명된다. 예를 들어 아보가드로 상수, 디젤 엔진, 마이트너륨, 알츠하이머병, 아프가 점수 등이 있다. 과정에 대한 다른 관점은 스티글러의 명명법칙을 참조하라.
  - 생물학적 명명법에서 생물은 종종 인물을 기리는 학명을 받는다. 예를 들어 식물 Linnaea (칼 폰 린네의 이름을 따서), 바오밥 바오밥나무속 (미셸 아당송의 이름을 따서), 나방 칼리굴라 (로마 황제 칼리굴라의 이름을 따서) 등이 있다.[10][11] 향명 역시 인물의 이름을 따서 명명될 수 있다. 이후 사람들은 특정 인물을 기념하고 싶지 않다고 결정하여 오랫동안 사용된 이름을 변경하려는 노력을 하기도 한다. 각 개별 이름을 논의하는 데 시간이 많이 걸리므로, 미국 조류학회는 2024년에 이전에 인물의 이름을 따서 명명되었던 북미의 모든 새에 대해 현대 문화가 그 인물을 좋게 또는 나쁘게 판단하는지와 상관없이 새로운 향명을 제정할 것이라고 발표했다.[12]
  - 이와 관련하여, 생의학 용어는 많은 에포님 용어를 사용하며, 많은 경우 비에포님 동의어도 가지고 있다.
  - 많은 천문학적 개체는 발견자 또는 다른 인물의 이름을 따서 명명된다.[13]
- 예술 분야:
  - 고대 그리스 서사시 오디세이아는 주요 등장인물인 오디세우스의 이름을 따서 명명되었고, 소설 로빈슨 크루소와 같이 연극, 서적, 기타 오락물은 에포님 이름을 가질 수 있다.
  - 이 용어는 음악 산업에서도 사용되는데, 주로 음반 제목과 관련하여 널리 사용되며 혼란을 야기한다. 예를 들어, 배드 컴퍼니의 첫 앨범은 배드 컴퍼니라는 제목이었고 "배드 컴퍼니"라는 인기곡이 수록되어 있었다. 이를 패러디하여, 밴드 R.E.M.은 1988년 컴필레이션 앨범을 에포니머스라고 명명했다. 에포님의 특히 복잡한 사례 중 하나는 1969년 노래 "블랙 사바스"인데, 이 노래는 1963년 영화 블랙 사바스의 이름을 따서 명명되었다. 이 노래를 만든 밴드는 이름을 블랙 사바스로 바꾸고 앨범 블랙 사바스에 발표했다.
- 부족 고대에는 고대 그리스와 히브리인들 사이에서 독립적으로 부족들이 종종 전설적인 지도자의 이름을 따랐다 (크수투스의 아들 아카이오스는 아카이아인, 도루스는 도리스인과 같이). 에포님은 부족들의 신비한 이름에 명백한 의미를 부여했고, 때로는 노아의 아들들처럼 에포님적 기원의 계보적 관계에서 민족학의 원시적인 시도도 제공했다.